# Платовка (станция, Оренбургская область)
Пла́товка — железнодорожная станция в Новосергиевском районе Оренбургской области. Входит в состав Платовского сельсовета.

## География
Населённый пункт находится у железнодорожной линии Самара — Оренбург, на расстоянии примерно 20 км (по прямой) на юго-восток от посёлка Новосергиевка, административного центра района.

## Население
| 2010 |
| ---- |
| 500  |

### Национальный состав
Согласно результатам переписи 2002 года, в национальной структуре населения русские составляли 81 % из 548 чел.